# Операция «Эпсом»
Операция «Эпсом» (англ. Operation Epsom), также известная как первая битва за Одон — наступательная операция британских войск, проведённая с 26 по 30 июня 1944 года в рамках Нормандской операции во время Второй мировой войны. В ходе наступления планировалось обойти с фланга немецкие войска и захватить контролируемый ими город Кан — основную цель союзников на ранних этапах вторжения в северо-западную Европу.
Операция началась утром 26 июня после предварительных атак, проведённых для обеспечения безопасности основных путей продвижения. Соединения 15-й шотландской пехотной дивизии пошли в наступление вслед за огневой завесой артиллерии. Большая часть операции проводилась при нерегулярной поддержке с воздуха, так как налёты британских бомбардировщиков были отменены из-за плохих погодных условий. При поддержке танков из 31-й танковой бригады пехотинцы 15-й дивизии значительно продвинулись вперёд и к концу первого дня операции прорвали большую часть линии немецких укреплений, несмотря на некоторые трудности в защите флангов основного пути наступления. После тяжёлых боёв, продолжавшихся два дня, удалось захватить плацдарм на немецком берегу Одона. Кроме того, были предприняты усилия для того, чтобы расширить плацдарм с помощью захвата стратегически важных пунктов, находящихся вокруг выступа и задействования войск 43-й уэссекской пехотной дивизии. После мощных немецких контратак часть войск, находящихся по ту сторону реки, была отозвана назад, а операция подошла к концу.
Среди военных историков существуют различные мнения относительно замысла и исполнения операции, однако большинство соглашается с тем, что проведённая операция серьёзно повлияла на баланс сил в Нормандии. Хотя немецким войскам и удалось сдержать наступление, для этого им пришлось задействовать все доступные силы, включая две танковые дивизии, недавно прибывшие в Нормандию и предназначенные для наступления на позиции союзников под Байё. Потери обеих сторон были значительными, но, в отличие от генерала Монтгомери, фельдмаршал Роммель после сражения не смог отвести войска в резерв, так как они всё ещё были нужны для того, чтобы держать линию фронта. Британцы же сохранили инициативу и за последующие недели смогли организовать дальнейшие операции, позволившие к концу июля захватить Кан.

## Предыстория
Захват нормандского города Кан являлся целью «дня Д» для 3-й британской пехотной дивизии, высадившейся на пляже «Сорд» 6 июня 1944 года. Достаточно амбициозная цель по захвату города стала самой важной боевой задачей, поставленной перед 1-м корпусом генерал-лейтенанта Крокера. По плану операции «Оверлорд» 2-й британской армии предстояло занять город, после чего установить линию фронта от Комон-л’Эванте до юго-восточных окраин Кана, чтобы обеспечить оборону аэродромов и защиту левого фланга 1-й армии США во время её продвижения к Шербуру. Захват Кана и окрестностей обеспечил бы 2-ю армию плацдармом, необходимым для броска на юг к Фалезу. Фалез мог бы послужить опорной точкой для поворота на Аржентан и выхода к реке Тук.
Однако развёртывание и организация войск 3-й дивизии задержались из-за заторов, образованных скоплением войск на побережье, и вынужденного преодоления сильного немецкого сопротивления на 15-километровом пути к Кану. Дивизия не смогла приступить к осаде города и была остановлена у его окрестностей обороняющейся немецкой 21-й танковой дивизией. Организованные сразу же контратаки оказались безуспешны из-за хорошо организованной немецкой обороны. Тогда командование союзников решило прекратить лобовые атаки и 7 июня начало операцию «Перч» — наступление войск 1-го и 30-го корпусов, в ходе которого планировалось окружить Кан с запада и востока. 1-й корпус, обходивший город с востока, был остановлен силами 21-й танковой дивизии, а атака 30-го корпуса к западу от Кана захлебнулась под Тийи-сюр-Сёль из-за упорного сопротивления, оказанного немецкой танковой учебной дивизией. Чтобы оттеснить учебную дивизию или принудить её к сдаче в плен, 7-я британская бронетанковая дивизия прошла через разрыв в линии немецкой обороны и попыталась захватить город Вилле-Бокаж. После боя у Виллер-Бокажа, длившегося целый день, авангарду 7-й дивизии пришлось отступить из города, но к 17 июня это пришлось сделать и немцам: учебная танковая дивизия покинула город, а британский 3-й корпус занял Тийи-сюр-Сёль.
Была запланирована повторная атака 7-й бронетанковой дивизии, но замысел так и не был приведён в исполнение, так как 19 июня в проливе Ла-Манш разыгрался сильный шторм. Из-за бури находившиеся в открытом море военные и транспортные корабли союзников вернулись в британские порты, чтобы переждать непогоду. Было потеряно значительное число буксируемых барж и прочего транспорта (при этом было утеряно 4 км наплавных мостов для искусственных гаваней «Малбери»), ещё 800 судов было вынесено на нормандский берег, где им пришлось дожидаться июльского прилива. Все эти обстоятельства задержали развёртывание британских войск и наращивание их мощи. Несмотря на это, британцы начали разрабатывать план операции «Дредноут» — второго наступления, которое должен был осуществить 8-й корпус. Предполагалось, что войска пойдут в атаку с плацдарма у реки Орн, обходя Кан с востока. Операция была отменена из-за нареканий со стороны командующего 8-м корпусом, сэра Ричарда О’Коннора, и вместо неё началось планирование операции по захвату Эвреси, однако эту идею также пришлось оставить. Плохие погодные условия привели к тому, что с 19 по 22 июня авиация союзников находилась на аэродромах и не могла выполнять боевые задания, чем не замедлили воспользоваться немцы. В отсутствие авианалётов они укрепили свои оборонительные рубежи, усилили позиции пехоты при помощи минных полей, а также установили в рощах и живых изгородях на подступах к городу около 70 88-мм пушек.

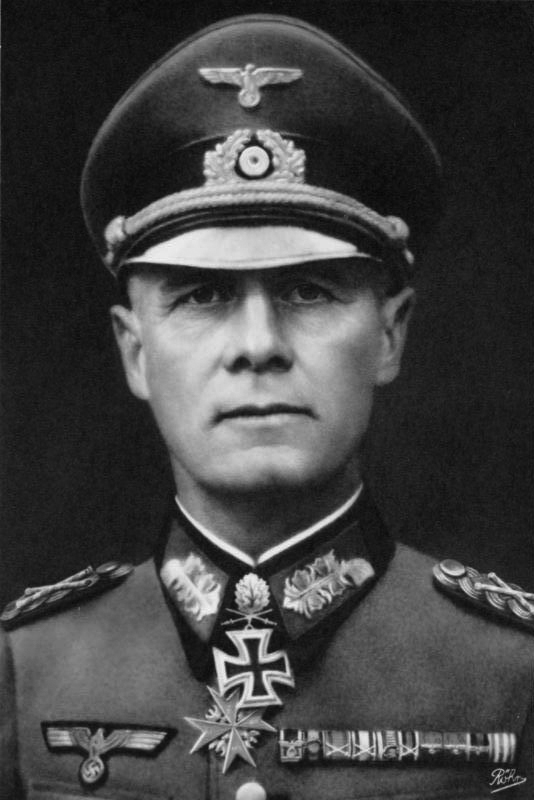
Эрвин Роммель

20 июня фельдмаршал Эрвин Роммель, командующий немецкими войсками в Нормандии, получил от Гитлера приказ о проведении контратаки против союзных войск в районе между Комон-л’Эванте и Сен-Ло. Планировалось, что в ходе контрудара будет перерезан коридор, соединяющий британские и американские войска, а также захвачен город Байё (занятый англичанами 7 июня) и находящийся рядом участок морского побережья. Для нанесения удара было выделено четыре танковые дивизии СС и одна танковая дивизия вермахта. Контратаку должны были возглавить 9-я танковая дивизия СС «Хоэнштауфен» и 10-я танковая дивизия СС «Фрундсберг» из состава 2-го танкового корпуса СС, недавно прибывшего с Украины. Поддерживать атаку должны были 1-я танковая дивизия СС «Лейбштандарт СС Адольф Гитлер», 2-я танковая дивизия СС «Рейх» и 2-я танковая дивизия вермахта. Большую часть боевой техники этих формирований составляли танки PzKpfw IV; их поддерживали штурмовые орудия, а также танки «Тигр» и «Пантера» — мощнейшие немецкие боевые машины того времени.

## Планирование операции

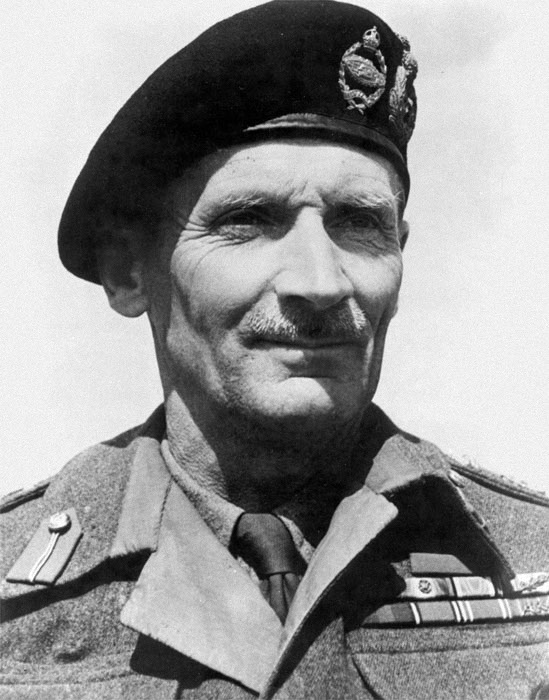
Бернард Монтгомери

18 июня командующий союзными войсками в Европе генерал Бернард Монтгомери издал директиву, предписывающую генерал-лейтенанту Майлсу Демпси осуществить захват Кана, при помощи окружного манёвра взяв город в клещи. Первоначальный план предусматривал нанесение удара к западу от города силами 1-го и 30-го корпусов. На 22 июня, через четыре дня после этого наступления, был запланирован основной удар с плацдарма Орн к западу от города, который должен был осуществить недавно прибывший 8-й корпус генерал-лейтенанта Ричарда О’Коннора. Вскоре, однако, командование союзников поняло, что 8-й корпус не сможет организоваться на небольшом плацдарме у реки, поэтому на следующий день план был пересмотрен.
Пересмотренный план предусматривал нанесение предварительного удара за три дня до нанесения основного. 51-й дивизии из состава 1-го корпуса было приказано атаковать к югу от орнского плацдарма, чтобы удержать на месте соединения немецкой 21-й танковой дивизии. За день до операции должна была начаться вспомогательная операция «Мартлет», в ходе которой 49-я пехотная дивизия 30-го корпуса и 8-я бронетанковая бригада, прикрывая фланг 8-го корпуса, должны были захватить высоту справа от маршрута его продвижения.
Главная роль в проведении операции «Эпсом» отводилась 8-му корпусу, насчитывавшему 60 244 человека. Корпусу предписывалось нанести удар с плацдарма, захваченного ранее 3-й канадской пехотной дивизией. Основной задачей, возложенной на 8-й корпус, стал захват высоты возле Бретвиль-сюр-Лез к югу от Кана. В операции также было задействовано 763 орудия, три крейсера и монитор HMS Roberts. Была запланирована постоянная воздушная поддержка наступающих войск, а также предварительная бомбардировка противника силами 250 бомбардировщиков королевских ВВС.
15-й шотландской пехотной дивизии предстояло возглавить наступление. В первой фазе наступления, получившей название «Гаут», пехотинцам предстояло захватить деревни Сен-Манвьё и Шё. Во второй фазе, носящей кодовое имя «Хенговер», дивизия должна была продвинуться дальше, чтобы захватить несколько переправ через реку Одон, а также деревни Муан и Гренвиль-сюр-Одон. Было предусмотрено, что если сопротивление противника на первой стадии операции окажется незначительным, то мосты через Одон с ходу захватит 11-я бронетанковая дивизия. 43-я уэссекская пехотная дивизия, которую планировалось усилить 28 июня за счёт пехотной бригады из состава Гвардейской бронетанковой дивизии, должна была оставаться на исходной позиции в течение первых двух фаз наступления, обеспечивая надёжный резерв.
В третьей фазе операции «Эпсом», названной «Импетиго», было запланировано продвижение 43-й дивизии на юг для замены шотландской пехоты из 15-й дивизии на позициях севернее Одона. После этого шотландцы должны были реорганизоваться уже за рекой и расширить плацдарм, захватывая стратегически важные деревни. В заключительной фазе операции — фазе «Гойтер» — соединениям 43-й дивизии было предписано перейти реку и удерживать уже захваченный плацдарм, в то время как войска 15-й дивизии будут заняты его расширением. В это время 11-я бронетанковая дивизия должна была попытаться быстро перейти через реку Орн и продвигаться к деревне Бретвиль-сюр-Лез. При этом 4-й бронетанковой бригаде из состава 11-й дивизии предписывалось оставаться в пространстве между реками Орн и Одон, чтобы защитить фланг 8-го корпуса, и быть готовой наступать в западном направлении или, если потребуется, в восточном, к Кану.
В случае успеха наступления 8-го корпуса, 1-й корпус должен был начать две поддерживающие операции — «Аберлор» и «Оттава». В ходе первой из них 3-я пехотная дивизия при поддержке канадской пехотной бригады должна была начать атаку к северу от Кана, а в ходе второй 3-я канадская пехотная дивизия при поддержке 2-й канадской бронетанковой бригады должна была захватить деревню и аэродром в Карпике.
Операция «Эпсом», изначально запланированная на 22 июня, была отложена до 26 июня, чтобы устранить недостаток в живой силе и технике. Ожидалось, что первоначальное сопротивление британцам будет оказано войсками размещённой в том районе 12-й танковой дивизии СС «Гитлерюгенд», а также соединениями 21-й танковой дивизии вермахта и дивизии «Панцерлер».

### Силы сторон
- 21-я группа армий
- Командующий: генерал Бернард Монтгомери
  - 2-я армия
- Командующий: генерал Майлс Демпси[англ.]
    - 8-й армейский корпус :
- Командующий: генерал Ричард О’Коннор
      - 11-я бронетанковая дивизия
        - 4-я пехотная бригада[англ.]
        - 159-я пехотная бригада[англ.]

      - 51-я пехотная дивизия
        - 152-я пехотная бригада[англ.]

      - 15-я шотландская пехотная дивизия[англ.]
        - 44-я пехотная бригада[англ.]
        - 46-я пехотная бригада[англ.]
        - 227-я пехотная бригада[англ.]
        - 31-я бронетанковая бригада[фр.]

      - 43-я уэссекская пехотная дивизия[англ.]
        - 129-я пехотная бригада[англ.]
        - 130-я пехотная бригада[англ.]
        - 214-я пехотная бригада[англ.]
        - 32-я пехотная бригада[англ.]

- 7-я армия
- Командующий: генерал Фридрих Дольман
  - 1-й танковый корпус СС
- Командующий: генерал Йозеф Дитрих
    - Танковая учебная дивизия
    - 1-я танковая дивизия СС «Лейбштандарт СС Адольф Гитлер»
    - 2-я танковая дивизия СС «Рейх»
    - 12-я танковая дивизия СС «Гитлерюгенд»
    - 21-я танковая дивизия

  - 2-й танковый корпус СС
- Командующий: генерал Пауль Хауссер
    - 9-я танковая дивизия СС «Хоэнштауфен»
    - 10-я танковая дивизия СС «Фрундсберг»

  - 3-й зенитный корпус
- Командующий: генерал Вольфганг Пикерт[англ.]
  - 47-й танковый корпус
- Командующий: генерал Ханс Функ
    - 2-я танковая дивизия

## Предварительные атаки

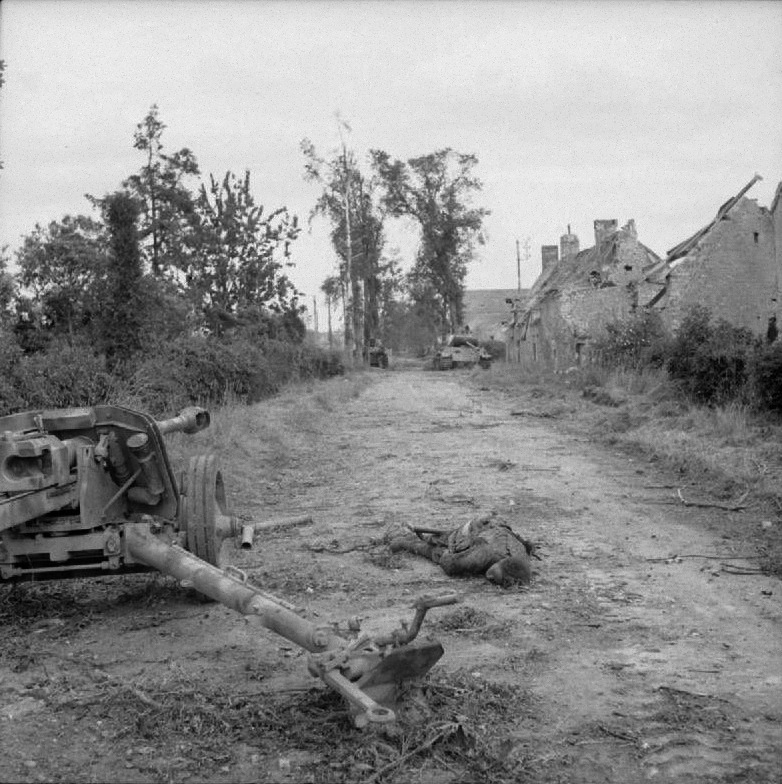
Уничтоженная немецкая 75-мм противотанковая пушка и подбитый танк «Пантера» возле деревни Фонтене-ле-Пенель

Как и планировалось, 23 июня соединения 152-й пехотной бригады из состава 51-й пехотной дивизии начали предварительную атаку. Войска выступили до рассвета и без артиллерийской подготовки; в полной тишине пехотинцы прошли до деревни Сент-Онорин-ла-Шандронет. Немецкий гарнизон был захвачен врасплох, и ещё до рассвета британцы полностью заняли деревню. Тем же утром горцы были атакованы соединениями немецкой 21-й танковой дивизии из боевой группы Ганса фон Лука; бой продолжался всё утро и к полудню стало ясно, что британцы крепко удерживают деревню в своих руках. Это успешное противостояние отвлекло внимание немцев от участка фронта, принадлежащего 8-му корпусу, именно в тот момент, когда его соединения готовились к наступлению с орнского плацдарма.
В 4:15 утра 25 июня 49-я пехотная дивизия при поддержке 8-й бронетанковой бригады и 250 орудий начала операцию «Мартлет», направленную против частей учебной танковой дивизии и 12-й танковой дивизии СС. Первой целью операции была деревня Фонтене-ле-Пенель, но упорное немецкое сопротивление предотвратило её захват. Один пехотный батальон при поддержке танков обошёл деревню с запада и захватил лес Тессель, вскоре оказавшийся объектом немецких контратак. Эти контратаки были подавлены огнём британской артиллерии и при помощи авиации, но тем не менее к концу дня 49-й дивизии не удалось достигнуть деревни Роре, а это означало, что территория, господствующая над запланированным маршрутом продвижения 8-го корпуса, по-прежнему осталась в руках немцев. Операция «Мартлет» вынудила командование 1-го танкового корпуса СС перебросить оставшиеся танки 12-й танковой дивизии на участок фронта напротив 30-го британского корпуса для контрнаступления, запланированного на следующий день. Немецкие войска, выдвигаясь ночью для укрепления линии фронта, оставили Фонтене-ле-Пенель, что позволило пехоте 49-й дивизии захватить деревню до рассвета.

## Основное наступление

### 26 июня

26 июня

Плохая погода в первый день наступления затруднила проведение начальной фазы операции: дождь, прошедший над полем боя, превратил его в болото, а над аэродромами Британии ранним утром 26 июня навис густой туман, из-за чего самолёты не смогли подняться в воздух и была отменена запланированная ранее бомбардировка. Между тем, 83-я группа Королевских ВВС в Нормандии смогла обеспечить воздушную поддержку наступающим войскам в течение всей операции.
49-я пехотная дивизия в 6:35 утра продолжила выполнение операции «Мартлет», несмотря на то, что почти вся артиллерия, поддерживающая действия дивизии, была передана для поддержки основной операции. Немцам удалось замедлить продвижение британцев, а затем и нанести ответный танковый удар. Немецкие войска заняли территорию, но вскоре застопорилось уже их продвижение — подоспели британские танки и обе стороны сошлись в боях на узком участке фронта. Около полудня штандартенфюреру СС Курту Мейеру, командующему 12-й танковой дивизией СС, передали о большом наступлении британцев на востоке, и ему пришлось отменить контратаку — всем танковым ротам было приказано вернуться на позиции к югу от Роре. Это дало 46-й дивизии полную свободу продвижения, так что в конце дня дивизия остановилась уже чуть севернее Роре.

Пехотинцы 15-й шотландской дивизии на исходных позициях ожидают сигнала о начале продвижения. 26 июня 1944 г

В 7:30 44-я и 46-я пехотные бригады из состава 15-й шотландской пехотной дивизии при поддержке 31-й бронетанковой бригады двинулись со своих исходных позиций, следуя за огнём 344 артиллерийских орудий. В начале 46-й бригаде пришлось выступать без танковой поддержки, так как её танки потратили немало времени, обходя заминированную деревню Ле-Мений-Патри и прилегающие к ней минные поля. Продвижение пехоты без танков принесло разные результаты на разных участках фронта: 2-й батальон «Горцы Глазго» встретил только слабое сопротивление, в то время как 9-й батальон «Камеронцы» наткнулся на гренадеров из «Гитлерюгенда», которые дали артиллерийскому огню пройти по их позициям и лишь потом открыли огонь. К 10:00 к пехоте присоединились её танки, и к полудню оба батальона продолжили сражаться за их главные цели — деревни Шё и Ле-От-дю-Боск.

Солдаты 15-й шотландской дивизии продвигаются под предводительством волынщика

44-я бригада, не столкнувшаяся с затруднениями, подобными тем, что испытала 46-я, продвигалась вперёд при поддержке танков, встречая слабое сопротивление. Такая ситуация продолжалась до момента, пока у небольшого ручья по солдатам не был открыт пулемётный огонь — после этого немецкое сопротивление ужесточилось. Между 8:30 и 9:30 утра два ведущих батальона дивизии достигли своей первой цели — деревень Сен-Манвьё-Норре и Ла-Голь. После произошедшего серьёзного рукопашного боя бойцы 44-й бригады ожидали, что деревни будут захвачены вскоре после полудня, однако позднее обнаружилось, что там всё ещё остаются обороняющиеся немцы. В то же время, танки и пехота 12-й и 21-й дивизий СС дважды пробовали контратаковать, но оба раза их удары были отбиты при помощи интенсивного артиллерийского огня англичан. Основное сопротивление британцам в этом районе оказывали 1-й батальон 26-го моторизованного полка (уже почти разбитый) и инженерный батальон. Немецкие войска, засевшие в деревне Роре, которая, вразрез с планом, так и не была захвачена в предыдущий день, смогли накрыть наступающие британские бригады артиллерийским и танковым огнём. Это привело к значительным жертвам и разрушениям, особенно в деревне Шё.
В 12:50 одному эскадрону разведывательного полка 11-й бронетанковой дивизии, находящемуся к северу от Шё, было приказано продвигаться к Одону, предваряя бросок английской танковой бригады к мостам. Однако, из-за находящихся возле деревни минных полей, завалов на улицах и отдельных немецких очагов сопротивления, эскадрону удалось проделать весь путь лишь к 14:00. К 14:30 британская техника добралась до возвышенности к югу от Шё, где она вступила в бой с танками 21-й танковой дивизии вермахта, 12-й танковой дивизии СС (20 танков Pz IV из её состава прибыли из района Роре), а также танками «Тигр» 101-го тяжёлого танкового батальона СС. К месту боя продолжали прибывать танки 11-й дивизии, но упорное немецкое сопротивление остановило всякое дальнейшее продвижение; к концу дня британская дивизия потеряла 21 машину. К 18:00 третья пехотная бригада из состава 15-й шотландской пехотной дивизии вступила в бой — это была 227-я бригада. Наступление горцев было задержано из-за того, что бригада осуществляла поддержку всей дивизии, поэтому далеко продвинуться смогли лишь две роты из состава 1-го батальона полка «Горцев Гордона». Эти роты зашли в северные районы Кольвиля, но последовавшие вскоре немецкие контратаки привели к тому, что роты оказались отрезанными от остальных британских войск. После тяжёлых боёв одной роте удалось прорваться назад и присоединиться к своему батальону. Чтобы остановить наступление британцев в тот вечер, фельдмаршал Роммель запросил поддержку всех имеющихся доступных соединений 2-го танкового корпуса СС.

### 27 июня

27 июня

В ночь с 26 27 июня британцами не было предпринято никаких атак, и немецкое командование поверило в то, что наступление британцев было сдержано, поэтому утром 27 июня 2-му танковому корпусу СС было приказано продолжить приготовления к контрнаступлению на Байё. На правом фланге британских войск 1-й танковый корпус СС при помощи 80 танков начал контратаку, но немецкие войска были рассеяны артиллерийским огнём ещё до того, как добрались до противотанковых пушек 49-й пехотной дивизии, которая затем возобновила свои попытки обезопасить фланг 8-го корпуса. После ожесточённых боёв с гренадерами из 12-й танковой дивизии СС, 49-я дивизия к 16:00 заняла Роре. Таким образом, немецкие войска были отвлечены от противодействия наступающему 8-му британскому корпусу, а потеря Роре лишила их важного наблюдательного пункта, хотя в их руках оставалась ещё возвышенность, находящаяся южнее.

«Брен Кэрриер» 49-й пехотной дивизии используется для эвакуации раненых

Основной ход операции возобновился уже в 4:45 утра, когда 10-й батальон шотландской лёгкой пехоты, принадлежащий 227-й пехотной бригаде, при поддержке танков «Черчилль» направился к переправе через Одон в районе деревни Гаврюс. Горцы практически сразу же наткнулись на сильнейшее сопротивление войск 12-й дивизии СС и, несмотря на хорошую артиллерийскую поддержку, в течение целого дня не смогли продвинуться. Обе стороны понесли тяжёлые потери. В 7:30 в атаку пошёл 2-й батальон Аргайл-сатерлендского хайлендского полка 227-й бригады. Целью наступления был захват переправы через Одон, находящейся возле Турмавиля, к северо-западу от деревни Барон-сюр-Одон. Так как немецкие войска были заняты в основном батальоном шотландской лёгкой пехоты, 2-й батальон, при поддержке 23-го гусарского полка, смог дойти до Кольвиля без особых трудностей. В Кольвиле шотландцев ожидал небольшой немецкий гарнизон, поддерживаемый 88-мм орудиями; этот гарнизон нанёс наступающим серьёзный урон — из-за немецкого сопротивления деревню не могли взять до полудня. После того, как последний очаг сопротивления был подавлен, к 17:00 батальон захватил мост у Турмавиля и плацдарм на противоположном берегу. К 19:00 два эскадрона 23-го гусарского полка и рота из состава 8-й стрелковой бригады перешли Одон и укрепились на захваченном плацдарме.
Тем временем, оставшиеся части 15-й шотландской пехотной дивизии, находящиеся в районе Шё и Сен-Манвье, постепенно сменялись соединениями 43-й уэссекской пехотной дивизии. Один из сменяющих английских батальонов, прибывший в окрестности Шё, обнаружил, что шотландская пехота продвинулась вперёд, а тем временем её освободившиеся позиции снова заняли гренадеры 12-й дивизии СС. После того, как британский батальон отвоевал позиции, в 9:30 он был атакован шестью танками «Пантера», принадлежащими 2-й танковой дивизии. Танкам удалось уничтожить несколько противотанковых орудий, расположенных возле Шё, однако, атака была отбита. Дальнейшие атаки 2-й танковой дивизии также были сдержаны, но весь фронт превратился в «массу маленьких столкновений». Всю первую половину следующего дня шотландская пехота совместно с 4-й и 29-й бронетанковыми бригадами занималась расширением захваченного выступа на территорию к северу от Одона, а также прикрытием тыла Аргайл-сатерлендского хайлендского полка. Поздним вечером того же дня войска 159-й пехотной бригады из состава 11-й бронетанковой дивизии были перевезены через узкий «Шотландский коридор» к Турвилю, где они спешились и перешли Одон вброд, направляясь на укрепление захваченного плацдарма. Ночью в распоряжение немецкой учебной танковой дивизии прибыла боевая группа «Вейдинигер», состоящая из 2500 солдат 2-й танковой дивизии СС.

### 28 июня

28 июня

Ранним утром 28 июня на фронт прибыла и сразу же перешла под командование 12-й танковой дивизии СС боевая группа «Фрей», состоящая из войск 1-й танковой дивизии СС. В 8:10 командующий немецкой 7-й армией генерал Фридрих Долльман приказал обергруппенфюреру СС Паулю Хауссеру развернуть его 2-й танковый корпус СС для контратаки к югу от Шё. Хауссер ответил, что до следующего дня атака невозможна, так как многие его соединения всё ещё находятся по пути на фронт. Планы немецкой обороны ещё только составлялись, когда немецкое командование получило неожиданный удар: по неизвестной причине умер Долльман. Возникло замешательство: командующего армией не было, а фельдмаршалы Роммель и фон Рундштедт были не в курсе событий, так как на тот момент находились в дороге — их ожидало совещание с Гитлером. Только к 15:00 были произведены необходимые перестановки: командующим 7-й армией стал Пауль Хауссер, а на посту командующего 2-м корпусом СС его сменил Вильгельм Биттрих. До возвращения Роммеля в Нормандию на Хауссера также было возложено верховное командование во всём районе высадки союзников. В 17:00 командная структура вновь изменилась: 7-я армия под командованием Хауссера приняла ответственность за участок наступления американских войск, а танковая группа «Запад» фон Швеппенбурга сосредоточилась на участке фронта, занятом англо-канадскими войсками.

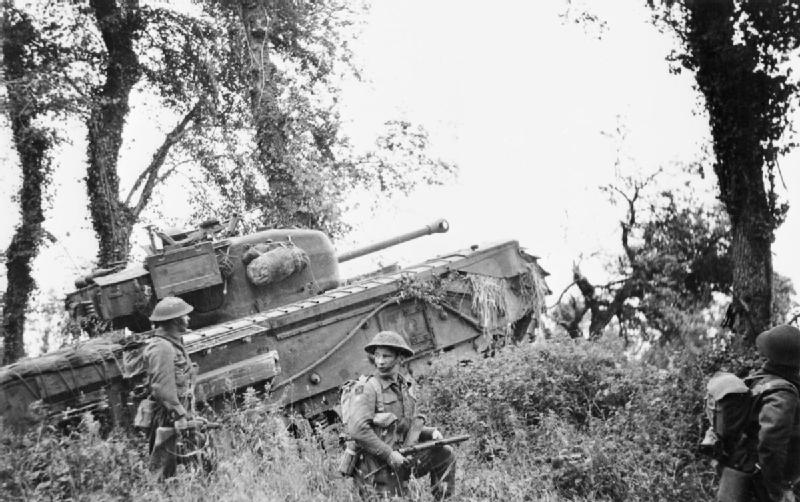
Танк «Черчилль» 31-й бронетанковой бригады поддерживает пехоту королевского шотландского полка. 28 июня 1944 г.

В 5:30 солдаты 15-й шотландской пехотной дивизии при поддержке танков пошли на захват деревни Гренвиль-сюр-Одон. После обстрела деревни и последовавших за этим уличных боёв деревня была взята к 13:00. Последовали немецкие контратаки, но они были отбиты. В 6:00 немцы начали одновременную атаку на оба фланга британцев: основным намерением было уничтожение образовавшегося выступа, на котором находились войска союзников. Боевая группа «Фрей», наступавшая на восточном фланге выступа, при поддержке «Пантер» из 21-й танковой дивизии наступала к северу от Одона. Группа дошла до Муана и Турвиля, но затем британцы контратаковали со стороны Шё, что вылилось в тяжёлые бои, продолжавшиеся весь день. Немцам удалось взять Муан; контратаки британцев смогли остановить дальнейшее продвижение боевой группы, но на то, чтобы вернуть Муан уже не осталось сил. Линия фронта опять откатилась к Карпике.
На западном фланге боевой группе «Вейнингер» при поддержке танков «Пантера» удалось снова захватить Бреттевиль, Гренвиль-сюр-Одон и, в конечном итоге, Мондренвиль. Обороняющиеся британцы крепко держались за свои позиции, время от времени организуя контратаки для возврата потерянной территории. В результате немецкое продвижение было остановлено: наступающие не дошли 1 км до войск боевой группы «Фрей», слияния групп не произошло.
К югу от Одона в 9:00 горцы из Аргайл-сатерлендского хайлендского полка выдвинулись с плацдарма для захвата моста к северу от деревни Гаврюс. Завязавшийся бой продлился до полудня, после чего и мост, и деревня оказались в руках шотландцев. Тем временем пехота 11-й бронетанковой дивизии расширила плацдарм, захватив деревню Барон-сюр-Одон, а 23-й гусарский полк при поддержке пехоты направился к высоте 112. Захватив северный склон холма и сбросив оборонявшихся с его вершины, полк оказался не в состоянии продвинуться дальше из-за упорного сопротивления немецких войск, окопавшихся на обратном склоне. Последовало несколько неудачных контратак со стороны 12-й дивизии СС, и к 15:00 к потрёпанным гусарам пришло подкрепление — прибыл 3-й королевский танковый полк. Между тем ни одной из сторон не удалось полностью овладеть высотой: к концу дня 11-я бронетанковая дивизия потеряла на склонах холма около 40 танков, оказалась окружённой с трёх сторон, но укрепила свои позиции на нём.

### 29 июня

29 июня

По мере того, как погодные условия над Великобританией и Нормандией улучшались, войска Хауссера стали всё чаще подвергаться авиационным и артиллерийским атакам союзников. Это замедлило немецкие приготовления к контратаке — её пришлось перенести на дневное время. Имея на руках данные авиаразведки и сведения о прибытии немецких подкреплений в район действий 8-го корпуса, командующий корпусом генерал-лейтенант Ричард О’Коннор заподозрил, что немцы организовывают генеральное наступление. 30-й корпус союзников всё ещё находился севернее, на некотором удалении, поэтому правый фланг О’Коннора не был защищён. Понимая это, О’Коннор приказал своему корпусу перейти к обороне. Командовавший 2-й армией генерал-лейтенант Майлс Демпси, имевший доступ к расшифровкам кодовых сообщений немецкой машины «Энигма», знал, что готовится контратака, и одобрил действия О’Коннора.
8-й корпус начал перегруппировываться, ожидая наступления противника. Эшелоны со снабжением для войск Хауссера, расположенные в районе Эвреси-Вилле-Бокаж, оказались в центре внимания союзной бомбардировочной авиации: она бомбила их всё утро и часть дня, уничтожив, по собственным данным, более 200 единиц техники. Кроме того, сам 8-й корпус организовал обманные манёвры: в 8:00 1-й батальон вустерширского полка 43-й дивизии начал штурмовать Муан. Без танков, но при поддержке артиллерии батальону удалось к 11:00 утра выбить из деревни немецких солдат 1-й дивизии СС. Вслед за этим 7-й батальон сомерсетской лёгкой пехоты окопался на дороге, связывающей Кан и Вилле-Бокаж. Кроме того, 129-я бригада из состава всё той же 43-й дивизии расчистила от деревьев и кустов участок левого берега реки Одон возле Турвиля для предстоящей переправы. Другие предварительные инициативы союзников были менее успешными: попытка 44-й бригады 15-й дивизии прорваться к Одону и соединиться с войсками, удерживающими мосты у Гаврюс, провалилась, а 44-му батальону Королевского танкового полка не удалось захватить высоту 113 — в боях с подразделениями танковой дивизии СС «Фрундсберг» было потеряно 6 танков. Также была предпринята попытка взятия Эске-Нотр-Дам, находящейся западнее высоты 112: сначала захват попытались осуществить соединения 11-й бронетанковой дивизии, но им это не удалось, зато позднее в атаку пошла пехота 8-го батальона стрелковой бригады при поддержке танков 3-го батальона Королевского танкового полка — совместными усилиями им удалось выбить немцев с занимаемой позиции.

### 30 июня

30 июня

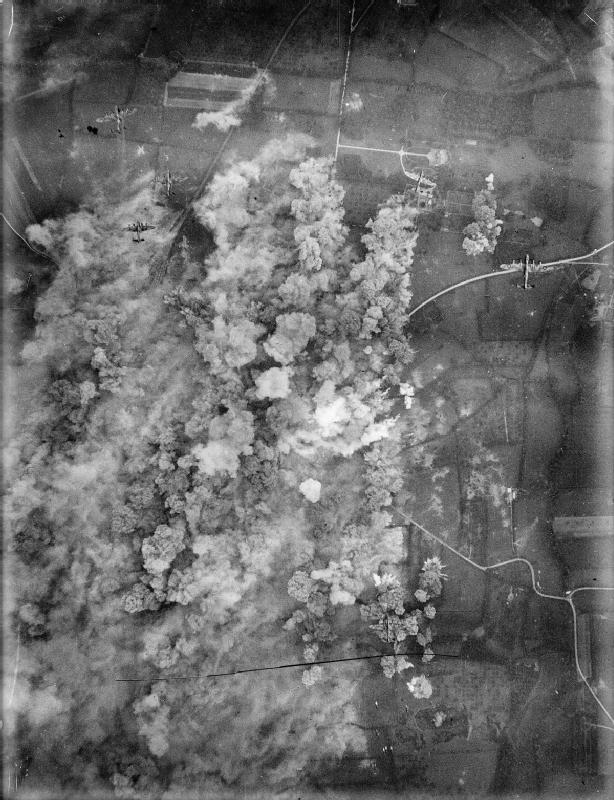
Бомбардировка города Вилле-Бокаж. Снято в ходе воздушного рейда, 30 июня 1944 г.

Вильгельм Биттрих был обеспокоен неспособностью 2-го корпуса СС подавить вторжение британцев, поэтому он приказал продолжать наступление ночью с 29 на 30 июня, надеясь что в тёмное время суток британцы окажутся без поддержки с воздуха. Под покровом темноты 19-й и 20-й полки 9-й танковой дивизии СС возобновили свои атаки на Гренвиль-сюр-Одон и Ле Вальтрю, но глубоко продвинуться им не удалось из-за сопротивления техники 11-й бронетанковой дивизии, занявшей к тому моменту свои позиции к северу от Одона, а также из-за сильного огня британской артиллерии. В 1:20 10-я танковая дивизия СС начала выдвигаться к высоте 112 и на рассвете под прикрытием сильного огня артиллерии развернула наступление на оставленные британские позиции. К полудню высота была занята безо всякого сопротивления, и немцы крепко обосновались на новых позициях. Между тем, немецкое наступление на Барон-сюр-Одон не удалось — его сорвала британская контратака, сопровождавшаяся артиллерийским огнём.
Достигнув весьма скромных результатов, Биттрих прекратил дальнейшие наступательные действия против 8-го корпуса. Вечером командующий 7-й армией Хауссер проинформировал штаб Роммеля о своём решении временно прекратить контратаки из-за «упорного вражеского сопротивления», а также интенсивных обстрелов со стороны войсковой и флотской союзной артиллерии. Не зная всего этого и опасаясь дальнейших немецких атак, Демпси объявил операцию «Эпсом» завершенной. Хотя весь остаток дня обе стороны провели, обстреливая друг друга, перестрелки на линии фронта постепенно затихли. Линкор HMS Rodney внёс вклад в сражение своими бомбардировками деревень, в которых, как подозревалось, мог находиться немецкий штаб. Подозрения оправдались: в одной из них действительно был расположен штаб 1-го танкового корпуса СС. Так как в ближайшее время не предполагалось никаких британских наступательных действий, то мосты у Гаврюса были оставлены, а их шотландские защитники были отозваны за Одон. В 20:30 город Вилле-Бокаж, важнейший узел передвижения немецких войск, был уничтожен налётом 250 британских бомбардировщиков. Британское командование надеялось на то, что бомбардировка поймает в западню немецкие войска, но в городе оказалось лишь французское гражданское население.

## Последствия

### 1 июля

1 июля

2-й танковый корпус СС продолжил свою контратаку 1 июля после перегруппировки, занявшей большую часть суток. Будучи не в курсе того, что британцы уже закончили свою операцию, и зная, что установившаяся пасмурная погода помешает союзнической авиации поддерживать наземные войска, Биттрих верил в то, что у него есть хороший шанс для того, чтобы предотвратить переправку 11-й бронетанковой дивизии через Орн. Перед рассветом силы 10-й танковой дивизии СС пошли в наступление, поддерживаемые артиллерийским и миномётным огнём. Немцы быстро заняли Барон-сюр-Одон, но к полудню их выбили оттуда войска 31-й танковой бригады. Немецкие наступление, организованное силами той же дивизии с высоты 112, также окончилось неудачей: британская артиллерия разбомбила выдвигающиеся войска. Позднее, британские патрули обнаружили на северной части холма тела боле трёхсот солдат.
9-я танковая дивизия СС провела весь день, пытаясь прорвать линии британской обороны между Рорэ и рекой Одон. Её войска, усиленные гренадерами из 2-й танковой дивизии СС, после предварительной артподготовки пошли в наступление, прикрытые образовавшейся стеной дыма. Они смогли преодолеть первую линию обороны британцев и были остановлены у второй. Дальнейшие попытки немецкого наступления не имели успеха; кроме того, вечером началась британская контратака: используя «Шерманы» и огнемётные танки «Черчилль», союзники отбросили немцев назад и вернули линию обороны на прежнее место. В ходе этих боёв обе стороны понесли тяжёлые потери — в частности, известно, что немцы потеряли около тридцати танков.

### Анализ
Задействовав свои последние стратегические резервы для сдерживания британского наступления, 29 июня Роммель запросил разрешение у Гитлера на вывод 7-й армии к Сене. Это позволило бы сформировать новую линию фронта вдоль Сены в сторону швейцарской границы. Хауссер частично поддержал такое решение, предложив 30 июня отойти от Кана. Воодушевленный боями в долине Одона, Гитлер заявил, что немцы «не должны допустить развитие мобильной войны», перебросив свои войска в Нормандию для проведения «политики агрессивной и непоколебимой обороны». 2 июля шотландские разведчики предоставили первые свидетельства этого решения, сообщив, что немцы строят укрепления к югу от Одона. Проведённая спустя два дня аэрофотосъемка подтвердила большое количество вновь созданных огневых точек. К 8 июля немецкие войска, противостоящие 8-му корпусу, окончательно закрепились на позиции. Так как обе стороны стремились улучшить свои тактические позиции, произошли небольшие локальные перемещения, в частности, 12-я танковая дивизия СС 2 июля захватила Фонтен-Этупфур.
8-й корпус прорвал тщательно разработанные немецкие оборонительные позиции и продвинулся почти на 6 миль (9,7 км) вперёд. Использовав свои последние резервы, немцы смогли отбиться и сдержать британское наступление. Потери наступающих превысили 4000 человек, но и потери обороняющихся немцев составили более 3000 человек. Немецкое командование было вынуждено дробить на части свои резервы техники, чтобы отбивать атаки. Более 120 немецких танков было уничтожено, организация остальных сил была нарушена, что намного уменьшало их наступательный потенциал. Для поддержки пехотных дивизий танковые дивизии были вынуждены оставаться на передовой, не имея возможности отойти в резерв.

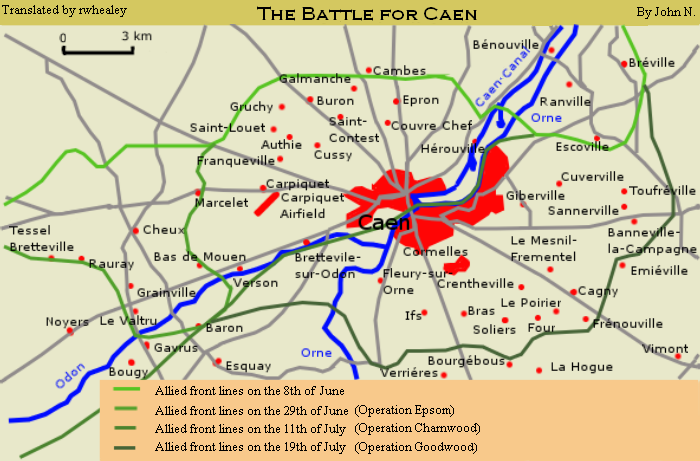
Карта действий в районе Кана

Операция «Эпсом» была проанализирована рядом военных историков. В 2007 году Стивен Харт отметил, что послевоенные публикации мемуаров генералов союзников в 1950-х и 1960-х годах привели к перекосам по национальному признаку, поскольку американские историки, как правило, критиковали Монтгомери и действия англо-канадских войск, а поддерживающие действия Монтгомери историки опровергали эти критические замечания.
В 1983 году военный историк Карло Д’Эсте писал, что наиболее логичным местом для британского наступления с Орнского плацдарма был крайний восточный фланг союзников. Однако в ходе операции подобные идеи были отклонены Монтгомери, Демпси и О’Коннором, как нереальные. Некоторые историки сходились на том, что целью операции был захват немецких позиций, в то время как другие авторы предполагали и иные цели. В 2004 году Уильямс писал, что благодаря перехватам и расшифровке немецких сообщений Монтгомери был в курсе плана Роммеля по нападению на Байё, и таким образом целью операции «Эпсом» могло быть предотвращение этого наступления. Уилмот в 1952 году писал, что операция была предназначена для втягивания 1-го танкового корпуса СС и недавно прибывшего 2-го танкового корпуса СС в бой около Кана. Появление 2-го танкового корпуса СС могло послужить катализатором для операции, которая позволила сохранить инициативу, вынудив немецкое командование использовать 2-й танковый корпус СС против 8-го британского корпуса. В 1985 году Гастингс писал, что «ни один здравомыслящий командир» не начнёт такую масштабную атаку без «полной уверенности прорвать немецкую оборону, или, по крайней мере, нанести противнику значительный урон». Д’Эсте отмечал, что «никакие предлоги не могут скрыть, что реальной целью операции было обойти Кан с фланга».
Ллойд Кларк писал: «На поле боя операция „Эпсом“ закончилась весьма бесславно, в определённом смысле вничью», а судить о её результатах трудно из-за разногласий о намерениях Монтгомери. В письменных приказах Монтгомери требовал переправиться через реку Орн и захватить высоту к югу от Кана, что так и не было выполнено. Однако, кроме этих очевидных целей, могли быть и неявные со стратегическим значением, более важным, чем захват некоторой территории. В 1971 году Эмброуз в своих трудах писал, что операция «Эпсом» отклонилась от своего плана. Д’Эсте же считал, что операция имела «великолепный замысел, который так и не был реализован», что делает её «позорным провалом». В 2004 году Трю и Бэдси, рассуждая о провале, писали, что всё же «потребовалось задействовать почти шесть танковых дивизий, чтобы остановить наступление британцев», а Рейнольдс в 2002 году посчитал весьма вероятным, что без привлечения этих шести дивизий наступательная операция достигла бы своих целей. Другой британский военный историк Ян Даглиш в 2007 году писал, что несмотря на то, что цели операции так и не были достигнуты, наступление имело стратегический успех. После отхода 11-й дивизии в резерв, 21-я группа армий вновь создала угрозу наступления на Кан. К концу июня все немецкие бронетанковые войска в Нормандии были сосредоточены на этом фронте.
Канадец Милтон Шульман полагал, что в результате неудачи второй контратаки в июне германское командование потеряло свои наиболее эффективные войска. Рейнольдс также отмечал, что, хотя англичанам операция обошлась дорого, немцы в её результате понесли страшные потери. В опубликованной уже в 1945 году истории VIII корпуса Джексон писал, что хотя явно обозначенные цели операции не были достигнуты, тем не менее если «рассматривать операцию как часть серии быстрых и последовательных ударов Монтгомери против немецкой армии в Нормандии, то её важность становится всё более очевидной, и несомненно, что она сыграла важную роль в конечном успехе союзников в регионе». Канадский военный историк Терри Копп отмечал, что слишком много внимания было уделено попытке оценить успешность результата операции, в то время как более точным был бы подход, рассматривающий затраты и выгоды от её проведения. Описывая стандартную немецкую практику контратак, Копп выделял тот факт, что немцы несли значительные потери, которые не могли быть легко восполнены.

### Потери
Согласно Кларку, потери 15-й шотландской дивизии в период с 27 июня по 2 июля составили 2331 человек: 288 погибли, 1638 были ранены и 794 пропало без вести. Бакли оценивал потери дивизии в 2700 человек, в том числе 300 убитых, а потери других подразделений, участвовавших в операции, в 2500 человек. Потери среди состава 11-й бронетанковой дивизии и 43-й пехотной дивизии составили 1256 человек. Отсутствуют данные о потерях 49-й, 51-й дивизии и 8-й бронетанковой бригады, осуществлявших предварительные удары и поддержку выполнения операции. С 26 по 30 июня 8-й корпус потерял 470 человек, 2187 было ранено, 706 пропало без вести. На 1 июля ещё 488 человек были убиты или ранены, а 227 человек были объявлены пропавшими без вести. Здесь также нет сведений о потерях подразделений предварительных ударов и поддержки. Потери немцев в ходе операции превысили 3000 человек. Потери 9-й танковой дивизии СС составили 1145 человек, у 10-й танковой дивизии — 571 человек, у 12-й танковой дивизии — 1244 человек. С 26 июня по 1 июля немцы потеряли 126 танков, среди которых 41 «Пантера» и 25 «Тигров».

### Последующие события
Всё более и более дорогостоящая позиционная оборона вызывала споры в немецком командования. Вечером 1 июля в разговоре с Вильгельмом Кейтелем генерал-фельдмаршал фон Рундштедт заявил: «Соглашайтесь на мир, глупцы». Вскоре после этого фон Клюге сменил его на посту командующего Западным фронтом. После разногласий с Гитлером по поводу ведения кампании командир танковой группы Западного фронта фон Швепенберг был заменён на Генриха Эбербаха.
Во время затишья обе стороны внесли изменения в диспозицию. 53-я пехотная дивизия сменила 15-ю дивизию на западном участке вторжения, 43-я пехотная дивизия сменила пехоту 11-й бронетанковой дивизии, которая удерживала плацдарм. У немцев 277-я пехотная дивизия пришла для поддержки 9-й танковой дивизии СС и боевой группы во 2-й танковой дивизии СС.
Через несколько дней британские и канадские войска провели наступательную операцию «Чарнвуд» с целью захватить хотя бы часть занятого немцами города Кан. Туда вошло и отложенное нападение на Карпике, первоначально планируемое в составе «Эпсом», как операция «Оттава», но позже получившее кодовое название «Виндзор». Северная половина города была захвачена, остальное захватили в ходе операций «Атлантика» и «Гудвуд». Боевые действия в долине Одона 10 июля продолжились во время операции «Юпитер» 8-го корпуса. 15 июля началась вторая битва за Одон с целью отвлечь внимание немцев от «Гудвуда»

### В культуре
В компьютерной игре 2010 года «Искусство войны: Битва за Кан» (дополнение игры «Искусство войны 1943: Курск») есть мини-кампания «Операция Эпсом», в которой 4 миссии.
В игре «Battle academy» 2010 года в составе кампании «Нормандия» есть миссия «Open fields», посвященная операции «Эпсом».
Компьютерная игра 2014 года серии «Close Combat» (Close Combat: Gateway to Caen) отражает события операции.
В компьютерной игре 2017 года Steel Division:Normandy 44 есть кампания «Операция Эпсом» состоящая из 4 миссий.